# Chaca chaca
Chaca chaca е вид лъчеперка от семейство Chacidae. Видът не е застрашен от изчезване.

## Разпространение
Разпространен е в Бангладеш, Индия (Асам, Бихар, Джаркханд, Западна Бенгалия и Утар Прадеш) и Непал.

## Описание
На дължина достигат до 20 cm.
Популацията на вида е намаляваща.